# Carl Friedrich Solbrig (Schauspieler)
Carl Friedrich Solbrig, eigentlich Christian Gottfried Solbrig, (* 9. November 1774 in Leipzig; † 14. Oktober 1838 in Braunschweig) war ein deutscher Deklamator und Theaterschauspieler.

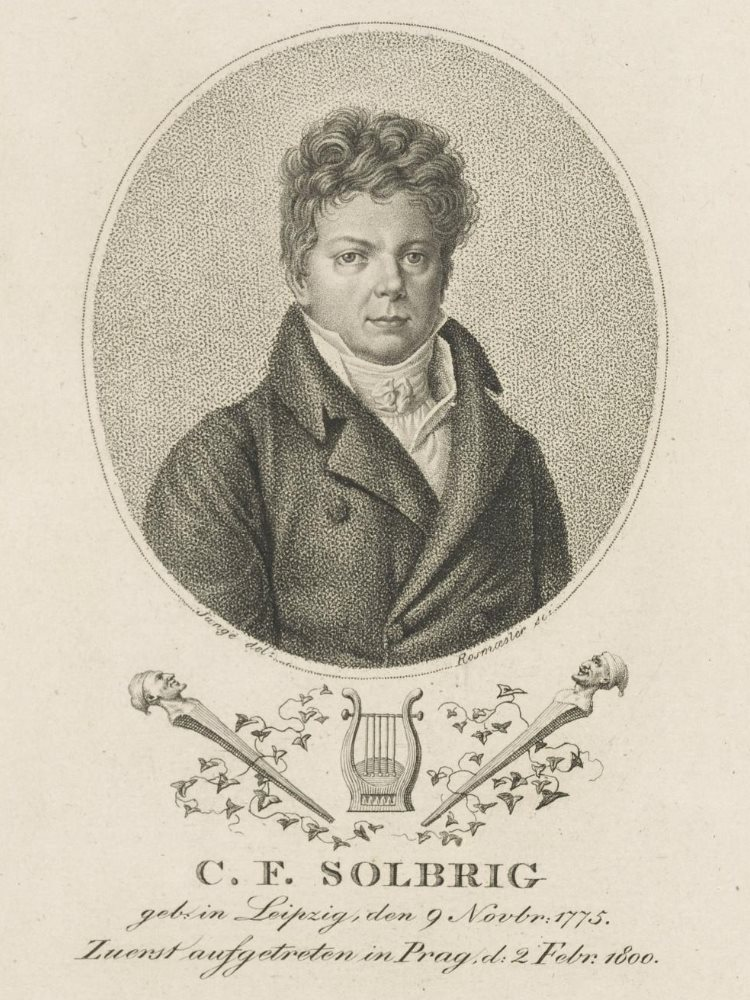
Carl Friedrich Solbrig (Stich von Friedrich August Junge)

## Leben
Solbrig war der Sohn eines Weißbäckers und widmete sich, nachdem er verschiedene andere berufliche Optionen durchgespielt hatte (etwa als Pferdehändler), dem Theater. Ab 1798 war er Mitglied der Theatergesellschaft in Hamburg, wo er am 27. März 1801 seinen letzten Auftritt hatte und nach Prag wechselte. Zwischen 1805 und 1811 sowie 1817 und 1821 war er mit Unterbrechungen am Theater Würzburg engagiert. Solbrig trat vor allem als Deklamator hervor und gab mehrere entsprechende Textsammlungen heraus. Ab 1822 lebte er wieder in seiner Heimatstadt Leipzig, als „Privatgelehrter u. Declamator“.